# Masherbrum
Der Masherbrum ist mit 7821 m Höhe der siebthöchste Berg im Karakorum und liegt in Gilgit-Baltistan, einem Sonderterritorium im Norden Pakistans.

## Lage
Er erhebt sich zwischen Baltistan im Süden und dem Baltorogletscher im Norden und ist noch vor der Chogolisa höchster Gipfel im Kamm südlich des Baltorogletschers, den Masherbrum-Bergen, die zum sogenannten „Kleinen Karakorum“ gehören. Von seiner Südwestwand fließt der Masherbrumgletscher nach Süden zum Hushe-Tal. Die Südostseite des Berges entwässert über den Gondogorogletscher, der weiter östlich am Gondogoro La beginnt und ebenfalls zum Hushe-Tal strömt. West-, Nordwest- und Nordostwand speisen Liligo-, Mandu- und Yermanendu-Gletscher, die nach Norden zum Baltorogletscher fließen.
Der 7163 m hohe Nebengipfel Yermanendu Kangri ist bislang noch unbestiegen.

## Name
Dieser markante Berg wurde im Jahr 1856 von Thomas George Montgomerie, einem Angehörigen der British Royal Engineers, entdeckt und er gab ihm den Namen K1 (bezeichnend den Gipfel 1, nämlich den von West nach Ost gesehen ersten einer Reihe sehr hoher Berge im Karakorum). Die Einheimischen nennen den Berg Masherbrum. Dieser Name setzt sich sehr wahrscheinlich aus den Morphemen mashadar (Vorderlader) und brum (Berg) zusammen. (Das Weglassen von Endsilben bei Komposita ist in der Baltisprache üblich.) Der Name nimmt Bezug auf die Ähnlichkeit des Berges mit einem alten Gewehr.

## Routen zum Gipfel
Die wohl leichteste, wenn auch nicht einfache Route führt über den Südostgrat, den man über den nach Süden fließenden Masherbrumgletscher erreicht. Der Zugang erfolgt nicht vom Baltorogletscher aus, sondern von Süden über das Hushe-Tal, in das man vom Shyok unweit dessen Mündung in den Indus gelangt. Die Erstbesteigung erfolgte 1960 durch eine US-amerikanisch-pakistanische Expedition. Am 6. Juli 1960 waren George Irving Bell (1926–2000) und Willi Unsoeld (1926–1979) erfolgreich. Am 8. Juli 1960 erreichten Jawed Akhter und Nick Clinch ebenfalls den Gipfel.
Der 7806 Meter hohe Südwestgipfel war 1981 das Ziel einer polnischen Expedition. Andrzej Heinrich, Marek Malatynski und Przemyslaw Nowacki erreichten den damals höchsten noch unbestiegenen Gipfel des Karakorum am 17. September. Während des Abstiegs erfroren Malatynski und Nowacki im nächtlichen Notbiwak am Südwestgrat. Heinrich überlebte, weil er als einziger auf der Leeseite des Grats biwakierte. Im weiteren Abstieg stürzte er und fiel etwa 200 bis 300 Meter tief, ohne sich ernsthaft zu verletzen, und erreichte sicher das Basislager.
1985 wurden bei der dritten und vierten Besteigung des Berges erstmals Routen auf der Nordseite des Berges durchstiegen: Die schwierige Nordwand wurde von japanischen Bergsteigern unter der Leitung von Shin Kashu erstbegangen. Die Route führte vom Yermanendu-Gletscher auf den Nordgrat, wegen Lawinengefahr wurde später zum Nordwestgrat und darauf in die Nordwestwand traversiert. Alle 10 Bergsteiger erreichen am 23. Juli 1985 den Gipfel. Eine österreichische Expedition unter Robert Renzler eröffnete fast zeitgleich eine weitere Route in der 3600 Meter hohen Nordwestwand. Ausgangspunkt war der Mandu-Gletscher. Die Route bietet Felskletterei bis in den VI. Grad. Michi Larcher, Andreas Orgler und Robert Renzler erreichten am 24. Juli, 22 Stunden nach den Japanern, den Gipfel. Eine britische Expedition scheiterte hingegen an der Besteigung des Ostgrats vom Yermanendu-Gletscher aus.

## Nordostwand
Die 3.500 m hohe Nordostwand – nach David Lama „eine Eiger-Nordwand mit einem Cerro Torre obendrauf“ – ist bis heute (Stand Februar 2021) noch nicht erfolgreich bestiegen worden.